# 안디 디아스
안디 디아스 에르난데스(스페인어·이탈리아어: Andy Díaz Hernández 1995년 12월 25일~)는 쿠바 출신 이탈리아의 육상 선수로 주 종목은 멀리뛰기이다. 2024년 하계 올림픽 남자 멀리뛰기 종목에서 동메달을 획득했다. 
쿠바 국가대표 선수로 활동하다가 2023년 2월에 이탈리아로 귀화하여 이탈리아 국가대표 선수로 활동하고 있다. 현재 이탈리아 남자 세단뛰기 국가 기록을 보유하고 있다.